# Diciembre 2001
Diciembre 2001 é uma futura série de televisão de suspense e drama político argentina original do Star+. O enredo contará os eventos que ocorreram na Argentina durante a crise de dezembro de 2001. Será estrelada por Luis Luque, Diego Cremonesi, Nicolás Furtado, Jean Pierre Noher, Luis Machín, César Troncoso, Fernán Mirás, Jorge Suárez, Manuel Callau, Cecilia Rossetto, Manuel Vicente, Alejandra Flechner, Vando Villamil, Ludovico Di Santo, Malena Solda e Sergio Prina. A série tem estreia prevista para 2022. A série está prevista para estrear em 7 de junho de 2023.

## Sinopse
A série acompanha Javier Cach (Diego Cremonesi), um ativista político que trabalha como assessor do Chefe de Gabinete durante o governo da Aliança, período em que o país teve que enfrentar as consequências de uma das piores crises econômicas, políticas e sociais de sua história, que levou à renúncia antecipada de um presidente, em meio a um estado de sítio com dezenas de argentinos falecidos, a excepcionalidade histórica da posse de cinco presidentes em uma semana, e a limitação do acesso à poupança antes da queda da Aliança, e seu confisco direto depois, já no âmbito da PJ.

## Elenco
- Luis Luque como Chrystian Colombo
- Diego Cremonesi como Javier Cach
- Nicolás Furtado como Franco Musciari
- Jean Pierre Noher como Fernando de la Rúa
- Luis Machín como Domingo Cavallo
- César Troncoso  como Eduardo Duhalde
- Fernán Mirás como Carlos "Chacho" Álvarez.
- Jorge Suárez como Adolfo Rodríguez Saá
- Manuel Callau como Raúl Alfonsín
- Cecilia Rossetto como Inés Bruno
- Manuel Vicente como Ramón Puerta
- Alejandra Flechner como Hilda "Chiche" Duhalde
- Vando Villamil como Carlos Ruckauf
- Ludovico Di Santo como Antonio de la Rúa
- Malena Solda como Silvana
- Sergio Prina como Héctor "El Toba" García

## Produção

### Desenvolvimento
Em junho de 2021, foi relatado que a produtora Kapow desenvolveria uma série baseada no livro El Palacio y la calle de Miguel Bonasso, onde contaria uma ficção sobre a crise política e econômica pela qual a República Argentina passou em dezembro de 2001. No mesmo mês, foi anunciado que Mario Segade seria responsável por adaptar o livro aos roteiros e que a série seria lançada na plataforma de streaming Star+ em 2022. Em julho daquele ano, foi anunciado que Benjamín Ávila seria encarregado de dirigir os episódios da série.

### Seleção de elenco
Em 14 de junho de 2021, foi anunciado que Nicolás Furtado, Luis Luque, Jorge Suárez, Luis Machín e Cecilia Rossetto haviam se juntado ao elenco principal da série. Pouco depois, foi relatado que Ludovico Di Santo, Diego Cremonesi, Jean Pierre Noher , Alejandra Flechner, Manuel Callau, Manuel Vicente, Vando Villamil e César Troncoso haviam se juntado ao elenco.

### Filmagens
A série começou a ser filmada em julho de 2021 no Palacio Sans Souci localizado em Buenos Aires. As gravações também aconteceram na Casa Rosada e no Congresso da Nação Argentina.